# 修水県
修水県（しゅうすい-けん）は中華人民共和国江西省九江市に位置する県。鄱陽湖へ流れる大きな河川・修水が通っている。

## 行政区画
- 鎮:義寧鎮、白嶺鎮、全豊鎮、古市鎮、大橋鎮、渣津鎮、馬坳鎮、杭口鎮、港口鎮、渓口鎮、西港鎮、山口鎮、黄沙鎮、黄港鎮、何市鎮、上奉鎮、四都鎮、太陽升鎮、寧州鎮
- 郷:路口郷、黄竜郷、上衫郷、余塅郷、水源郷、石坳郷、東港郷、上杭郷、新湾郷、布甲郷、漫江郷、復原郷、竹坪郷、征村郷、廟嶺郷、黄坳郷、大椿郷

## 交通

### 道路
- 高速道路
  - 大広高速道路
  - S32 修平高速道路

## 出身者
- 陳宝箴 - 清末の官僚・政治家。洋務運動、変法運動に参加した。
- 陳三立 - 清末民初の詩人。陳宝箴の子。変法派の一員として強学会にも属した。
- 陳衡恪 - 清末、中華民国の篆刻家・画家。陳三立の子。弟は歴史学者・文学者の陳寅恪。